# Гленвуд (Арканзас)
Гленвуд англ. Glenwood) — город в США, округа Пайк штата Арканзас. Расположен к западу от Хот-Спрингс в излучине реки Каддо.
Население — 2 228 жителей (2010).

## Демография
| Год                | 1910 | 1920 | 1930  | 1940 | 1950 | 1960 | 1970  | 1980  | 1990  | 2000  | 2010  |
| ------------------ | ---- | ---- | ----- | ---- | ---- | ---- | ----- | ----- | ----- | ----- | ----- |
| Количество жителей | 768  | 891  | 1 310 | 854  | 843  | 840  | 1 212 | 1 402 | 1 354 | 1 751 | 2 228 |

## История
Официальной датой основания город считается 6 мая 1909 года. В конце XIX века здесь была проложена железная дорога, давшая начало Гленвуду.

## Персоналии
- Дьюк, Кларк (р. 1985) — американский актёр.